# Муй (Эстония)
Му́й (эст. Mui) — деревня в волости Сааремаа уезда Сааремаа, Эстония.
До административной реформы местных самоуправлений Эстонии 2017 года входила в состав волости Пёйде (упразднена).

## География и описание
Расположена на востоке острова Сааремаа. Расстояние до волостного и уездного центра — города Курессааре — 45 километров. Высота над уровнем моря — 3 метра.
Климат умеренный. Официальный язык — эстонский. Почтовый индекс — 94543.

## Население
По данным переписи населения 2021 года, в Муй насчитывалось 28 жителей, все — эстонцы.
По данным переписи населения 2011 года, в деревне проживал 41 человек, из них 39 (95,1 %) — эстонцы.
Численность населения деревни Муй по данным переписей населения СССР и Департамента статистики Эстонии:
| Год  | 1959 | 1970 | 1979 | 1989 | 2000 | 2011 | 2017 | 2018 | 2019 | 2020 | 2021 |
| ---- | ---- | ---- | ---- | ---- | ---- | ---- | ---- | ---- | ---- | ---- | ---- |
| Чел. | 51   | ↘ 47 | ↗ 52 | ↘ 34 | ↗ 46 | ↘ 41 | ↘ 36 | ↗ 37 | ↘ 31 | ↘ 29 | ↘ 28 |

## История
В письменных источниках 1645 года упоминается Muykul, 1738 года — Muikülla, 1798 года — Mui . На военно-топографических картах Российской империи (1846–1897 годы), в состав которой входила Лифляндская губерния, деревня обозначена как Муйкюля.

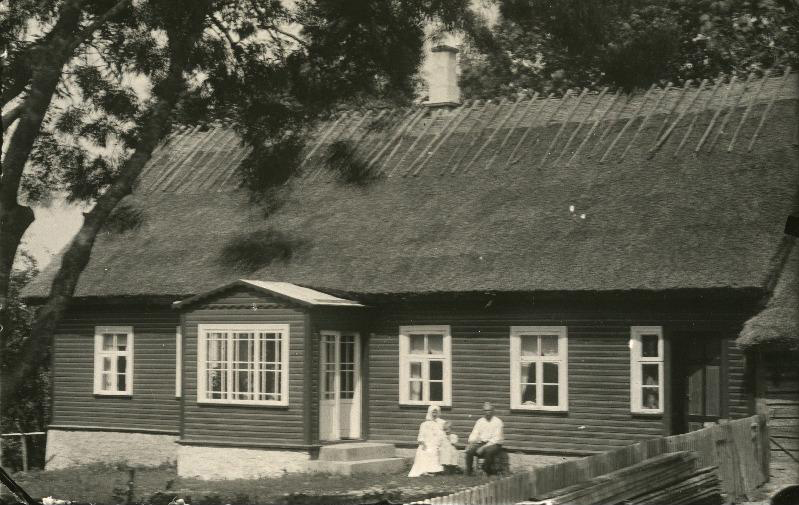
Жилой дом в деревне Муи, 1920 год

В конце XIX века деревня Муй относилась к государственной мызе Нейенгоф (нем. Neuenhof) и насчитывала 10 хуторов: Олли (Olli), Рейну (Reinu), Пярди (Pärdi), Андрусе (Andruse), Рейну-Ааду (Reinu-Aadu), Пости (Posti), Яани (Jaani), Тийду (Tiidu), Реэдике (Reedike) и Тоома (Tooma). Все хутора, кроме Яани, принадлежали одному родовому семейству. Хозяева хуторов платили ренту волостной управе, а та перечисляла деньги в государственную казну. Размеры хуторов были порядка 33–42 десятин, из них поля 8–10 десятин, луга и пастбища 10–12 десятин. Поля хоть и полны были камней, но давали хороший урожай. Хуторянам также был отведён лес для заготовки дров, но он находился в 60 километрах от Муй, в волости Мустъяла, и поэтому почти не использовался. Хутор Реэдике имел одну десятину лиственного леса, который был украшением деревни и местом игр. Хутор Тоома, расположенный в отдалении от остальных, принадлежал семье по фамилии Муй. Его хозяин, Михкель Муй (Mihkel Mui), владел судном для перевозки живой рыбы и поставлял живых угрей в Ригу.
Лучшим хутором из-за своих богатых чернозёмом полей считался Рейну-Ааду, хозяин которого Андрей Трулль (Andrei Trull), сдержанный и мудрый человек, в 1905 году был волостным старшиной и своей уравновешенностью помог пережить эти трудные времена. У него было много братьев и сестёр, которые умерли молодыми, за исключением брата Антона Трулля, который умер в Минске в 1979 году (его правнук Михаил Труулл (Mikhail Trooll) в 2017 году проживал в Великобритании). В 1945 году Андрею Труллю исполнилось 86 лет.
Хутором Пярди владело семейство Реэков (Reek). Алексей Реэк, выходец из этой семьи, ставший рабочим в железнодорожном депо Тапа, усыновил мальчика, будущего офицера русской армии, а затем эстонского военного деятеля генерала Николая Реэка (1900–1942).
В советское время деревня относилась к совхозу «Пёйде».

## Известные личности
В деревне Муй на хуторе Тоома родился Александр Муй (1900–1941), в 1940–1941 годах секретарь Сааремааского комитета ВКП(б), член первого созыва Верховного Совета Эстонской ССР, первый заместитель председателя Президиума Верховного Совета Эстонской ССР. В деревенском доме, который принадлежал совхозу и в котором в 1978 году поселились супруги-агрономы Эрнст и Мильви Соо, на стене рядом с входной дверью до сих пор висит доломитовая плита, на которой написано, что в этом доме в 1900 году родился революционер Александр Муй, убитый в 1942 году. Был арестован и расстрелян оккупационными немецкими властями.

## Происхождение топонима
Происхождению топонима не удалось найти объяснения. Из диалектов по произношению ближе всего слово муйа (muia) — «баба», «старуха».